# The Big One (film)
The Big One è un film documentario del 1997, scritto e diretto da Michael Moore.
Il documentario, girato nel 1996, mostra il tour promozionale per la pubblicazione del primo libro di Moore, Giù le mani! L'altra America sfida potenti e prepotenti (Downsize This! Random Threats from an Unarmed American).
Il titolo si riferisce alla paradossale proposta di Moore di cambiare il nome troppo descrittivo degli Stati Uniti d'America con un più evocativo "The Big One" ("quello grosso", "quello importante").

## Trama
Quando la casa editrice Random House organizza un tour in giro per gli Stati Uniti per la promozione del libro Downsize This!, Michael Moore decide di riunire una troupe leggera e di cogliere l'occasione di questo viaggio per girare un nuovo documentario sul tema del libro, il "ridimensionamento" delle grandi corporation statunitensi che, malgrado gli enormi profitti, chiudono le loro fabbriche nel paese e spostano la produzione all'estero, per ridurre i costi grazie alla manodopera più economica e accrescere ulteriormente i ricavi, compiendo quelli che secondo Moore sono atti di "terrorismo economico".
Tra una presentazione e l'altra, ospitate in librerie, teatri, università e perfino chiese, Moore visita le sedi di alcune corporation che stanno chiudendo le loro fabbriche nazionali, tentando di incontrare i presidenti della società per "premiarli" per questa loro politica, ma si deve accontentare di parlare con gli addetti degli uffici relazioni pubbliche, più o meno preparati ad affrontarlo, che arrivano anche a rivolgersi alla polizia per liberarsi di lui.
A Centralia, in Illinois, ad attirare l'attenzione di Moore è la Leaf, che sta chiudendo la fabbrica locale che produce le barrette dolci PayDay. A Milwaukee l'obiettivo è invece la Johnson Controls, fornitrice di parti per automobili, che lascia senza lavoro tante persone proprio nella città dove ha sede Manpower, la società leader a livello mondiale nel settore della fornitura di servizi per l'impiego. A Minneapolis, Moore rinfaccia alla Pillsbury Company di aver ottenuto 11 milioni di sovvenzioni per la loro mascotte Doughboy. Arrivato a Chicago, visita la sede della Leaf, giusto il giorno in cui questa società viene acquisita dalla Hershey Foods Corporation. A Cincinnati è la volta della Procter & Gamble, responsabile di migliaia di licenziamenti negli ultimi tre-quattro anni, malgrado sei miliardi di dollari di profitti, a San Francisco della Kaiser Permanente.
A Des Moines, dopo aver presentato il libro in una libreria della catena Borders, Moore viene invitato ad un incontro segreto di un gruppo di commessi della libreria, che stanno tentando di organizzarsi in un sindacato, per rivendicare quelle coperture sociali di cui sono completamente privi. Vi ritorna poi in seguito, quando viene informato che il loro tentativo ha avuto successo.
Nel suo tour fa tappa perfino a Rockford, in Illinois, indicata dalla rivista economica Money come l'ultima città degli Stati Uniti, che ha molte cose in comune con la sua città natale, Flint.
A Madison, capitale del Wisconsin, si reca al Congresso dello Stato per cercare, inutilmente, di incontrare il governatore repubblicano Tommy Thompson, per aver un confronto sulla sua politica a favore di un lavoro sempre più sottopagato e senza alcun tipo di protezione.
Dopo aver toccato quarantasette città nel giro di cinquanta giorni (tra cui Saint Louis, Cleveland, Washington, Baltimora, New York, Boston, Toronto, Detroit, Los Angeles, Atlanta, Fort Lauderdale), Moore sceglie di concludere il viaggio a Portland, sede di una delle corporation americane più note nel mondo, la Nike, il cui amministratore delegato, Phil Knight, sorprendentemente accetta di incontrarlo.
Di fronte alle accuse di aver impiantato fabbriche in Indonesia, un Paese retto da un regime militare, nelle quali lavorano operai bambini, Knight fa qualche minima ammissione (che porteranno poi a migliori controlli della situazione e a un innalzamento dell'età minima degli operai). Quando Moore gli propone però di aprire una fabbrica a Flint, Knight sostiene che sono gli americani stessi a non voler produrre scarpe e, malgrado la sua convinzione sia smentita da un video presentatogli dal regista nel quale molti abitanti di Flint si dichiarano ben disposti a lavorare per la Nike, conclude che l'azienda non ha alcun interesse verso un'operazione di questo tipo. Infine Moore riesce appena ad ottenere una donazione di diecimila dollari per le scuole della sua città, che non è certo il lieto fine che aveva sperato.

## Distribuzione
Presentato in anteprima al Toronto International Film Festival del 1997, il film è uscito nelle sale cinematografiche statunitensi il 10 aprile 1998.
In Italia è stato trasmesso in prima visione dal canale televisivo LA7 il 12 agosto 2008.

## Beneficenza
Sui titoli di coda del film viene spiegato che la metà dei ricavi del film sono destinati agli abitanti della città di Flint, dove il 68% bambini vive al di sotto della soglia di povertà.

## Riconoscimenti
- Kansas City Film Critics Circle Awards 1999: miglior documentario
- Boston Society of Film Critics Awards 1998:  miglior film documentario